# ネギ亜科
ネギ亜科（ネギあか、学名: Allioideae）は、ヒガンバナ科の亜科の一つ。APG IIでは独立のネギ科 (Alliaceae)
、APG IIIではネギ亜科とされ、アガパンサス亜科とともにヒガンバナ科
に含める。
かつての新エングラー体系・クロンキスト体系ではユリ科（子房上位または中位）に含まれていたが、形態的にはヒガンバナ科（子房下位）に似た点も多く、1970年代から、ネギ科を分離すべきと主張する分類学者がかなりいた（ダールグレン等）。

## 形態・生態
すべて多年草で、多肉質の地下茎や鱗茎を持つものが多い。
葉は根生で、線形や円柱形、倒披針形のものがある。
花は散形花序で、数十から数百の小さな花が球形にまとまった大きな花序を持つものもある。

## 分布
北半球を中心に20属800種ほどがある。

## 人間との関わり
大半の種がネギ属 (Allium) で、有用植物もネギやワケギ、アサツキ、ニラ、ラッキョウ、ニンニクなどの野菜やスパイス、チャイブやリーキなどの西洋野菜、さらに直径20cmを超える巨大な花（花序）をつけるアリウム・ギガンテウム、黄色い小さな花をたくさんつけ、切り花に利用されるキバナノギョウジャニンニクなど、園芸上「アリウム」または「アリアム」と呼ばれる観賞植物を含んでいる。このほかには、ハナニラ属、レウココリネ属 などの植物が、観賞用に栽培されている。

## 下位分類
- Allieae
  - ネギ属 Allium - アサツキ、エシャロット、ギョウジャニンニク、タマネギ、チャイブ、ニラ、ニンニク、ネギ、ノビル、ヤマラッキョウ、ラッキョウ、ラムソン、リーキ
- Gilliesieae
  - Gillesia
  - ハナニラ属（英語版） Ipheion - ハナニラ
  - レウココリネ属 Leucocoryne
  - Miersia
  - ハタケニラ属（英語版） Nothoscordum - ハタケニラ
  - Solaria
  - Speea
  - Trichlora
  - Tristagma
  - Zoellnerallium
- Tulbaghieae
  - Tulbaghia

## 注と出典
1. ↑  Chase, Mark W and Reveal, James L and Fay, Michael F (2009). “A subfamilial classification for the expanded asparagalean families Amaryllidaceae, Asparagaceae and Xanthorrhoeaceae”. Botanical Journal of the Linnean Society 161 (2):  132-136. doi:10.1111/j.1095-8339.2009.00999.x.
2. ↑  大場秀章編著『植物分類表』アボック社、2009年、54頁。ISBN 978-4-900358-61-4。
3. ↑  米倉浩司『維管束植物分類表 = Syllabus of the Vascular Plants of Japan』邑田仁監修、北隆館、2013年、55頁。ISBN 978-4-8326-0975-4。